# Polésios
Polésios (em polonês/polaco: Poleszuk; em bielorrusso: паляшук; romaniz.: palašuk; em ucraniano: поліщук; em russo: полещук) é o povo que habita os pântanos da Polésia (uma região histórica que se encontra atualmente dividida entre Polônia, Bielorrússia, Ucrânia e Rússia).

## História

Ilustração de mulher e homem polésios

Quando perguntados por sua nacionalidade, os polésios, geralmente, respondem tutejšy ("eu sou nativo"): assim, durante um censo na parte polonesa do Império Russo, eles foram ordinariamente agrupados como "outros" ou, dependendo da religião, como poloneses ou bielorrussos.
A Crônica dos Anos Passados usa o nome dregoviques para uma antiga tribo eslava estabelecida entre os rios Pripyat e Duína Ocidental. O nome procede da palavra eslava dregva ou dryhva ("pântano"). Acredita-se que esta tribo seja ancestral dos modernos polésios.
O dialeto polésio, que é próximo às línguas ucraniana, bielorrussa e polonesa, era, até recentemente, designado como um dialeto do ucraniano.
Hoje em dia, a identidade nacional polésia permanece forte na Bielorrússia, onde havia cerca de 800 000 polésios em 1931. As populações das partes polonesa e ucraniana da Polésia, contudo, têm sido assimiladas pelas suas respectivas nações.
No final da década de 1980, havia uma campanha minoritária para a criação de uma língua polésia em separado, baseada nos dialetos polésios. Contudo, não houve nenhum apoio e a campanha foi esquecida.